# Troubles de la réfraction

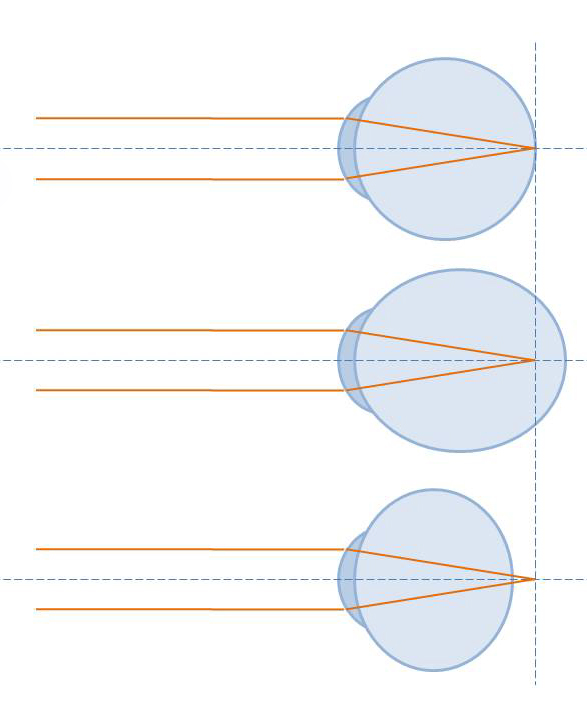
Schéma des deux principaux troubles de réfraction de l'œil par rapport à un œil normal. De haut en bas : emmétropie (vision normale), myopie, hypermétropie.

Les troubles de la réfraction, ou amétropies, sont des troubles de la vision dus à un fonctionnement défectueux du système optique formé par la cornée, le cristallin et la rétine. 

## Présentation
Dans un œil normal, qu'on qualifie d'emmétrope, l'image donnée d'un objet lointain est située sur la rétine. On dit aussi que la rétine est au plan focal de l'ensemble cornée-cristallin. En vision de près, le pouvoir d'accommodation du cristallin (qui se bombe), permet d'avancer le point nodal pour maintenir sur la rétine l'image de l'objet observé.
Moins l'optique oculaire est en mesure de focaliser correctement l'image des objets sur la rétine, plus la vision s'en trouve détériorée. Les troubles de la réfraction sont les plus courants, mais aussi souvent les plus bénins des troubles de la vision. Les anomalies de réfraction axile sont liées à une longueur de l'œil trop longue ou trop courte, les anomalies de réfraction de puissance (dites aussi d'indice de réfraction) sont liées à des variations de l'anatomie de la cornée ou du cristallin. 
Les principaux troubles de la réfraction, qui peuvent être un mélange de ces deux types d'anomalies, sont :
- la myopie : le point focal est situé devant la rétine. Les objets lointains apparaissent flous ;
- l'hypermétropie : le point focal est situé derrière la rétine. L'hypermétrope est obligé d'accommoder en permanence pour avancer le point focal, les objets proches apparaissent flous quand les capacités d'accommodation sont dépassées ;
- l'astigmatisme : les  rayons lumineux sont focalisés en deux foyers distincts sur la rétine. Ceci est généralement causé par une irrégularité de la cornée qui entraine un défaut de stigmatisme ;
- la presbytie : diminution du pouvoir d'accommodation du cristallin dû au vieillissement. Les objets proches apparaissent flous car le cristallin n'est plus capable d'accommoder suffisamment ;
- quoique plus rare, l’aniséiconie est également à ranger parmi les troubles de la réfraction.

Le plus souvent, les défauts de la réfraction oculaire peuvent être corrigés par le port de verres correcteurs ou de lentilles de contact. Certains cas requièrent une intervention chirurgicale. 